# ذقن الشيخ الحبشي
ذقن الشيخ الحبشي (باللاتينية: Cometes abyssinica) نوع نباتي يتبع جنس ذقن الشيخ من الفصيلة القرنفلية.

## الموئل والانتشار
النبات واطن في بلاد الشام ومصر والسودان والصومال وإثيوبيا وإريتريا.